# P. Leela

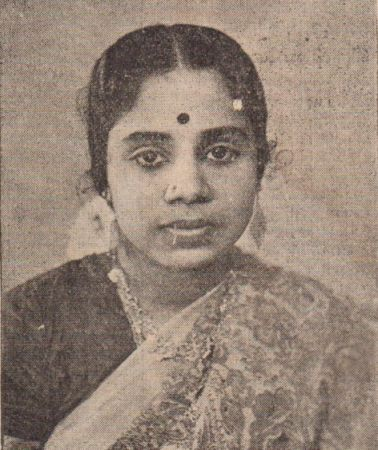
P. Leela

P. Leela (Porayathu Leela; Malayalam: പി. ലീല; * 25. April 1932 oder 19. Mai 1933 oder 1934 in Chittur, Kerala; † 31. Oktober 2005 in Chennai, Tamil Nadu) war eine indische Sängerin. Gemeinsam mit ihrer Zeitgenossin P. Susheela gehörte sie in den 1950er und 1960er Jahren zu den hauptsächlichen Playbacksängerinnen in Filmen der südindischen Sprachen.

## Leben
Ihr Filmdebüt hatte sie 1947 in einem tamilischen Film. Mit ihren Songs für den Telugu-Film Gunsundari Katha von K. V. Reddy gelang ihr 1949 der Durchbruch. Sie sang häufig in Telugu/Tamil-Produktionen der Gesellschaft Vijaya Pictures, darunter K. V. Reddys Patala Bhairavi (1951) und Maya Bazaar (1957), sowie L. V. Prasads Missamma (1955) und S. S. Vasans Vanjikottai Valiban (1958). Sie nahm Lieder für mehr als 400 Filme auf.
Außer ihrer Arbeit für den Film war Leela eine Sängerin leichter südindischer Klassik. Mit Columbia Graphophone hatte sie einen Langzeitvertrag, in dessen Verlauf etwa 250 Schallplatten veröffentlicht wurden. Daneben trat sie häufig in Madras im Radio auf.
P. Leela starb in einem Krankenhaus in Chennai an einer Lungenentzündung. Postum wurde sie 2006 mit dem Padma Bhushan geehrt.